# Matthias Rácz
Matthias Rácz (* 1980 in Berlin) ist ein deutscher Fagottist.

## Werdegang
Matthias Rácz wurde in Berlin geboren und begann im Alter von 6 Jahren seine musikalische Ausbildung zunächst auf dem Klavier und mit 10 Jahren auch auf dem Fagott. In seiner Schulzeit am musischen Carl-Philipp-Emanuel-Bach-Gymnasium in Berlin wurde er von Fritz Finsch unterrichtet. Während des Studiums war er Schüler von Dag Jensen an der Hochschule für Musik und Theater Hannover. Schon früh nahm er an Wettbewerben teil und erspielte sich mehrere erste Bundespreise beim Wettbewerb Jugend musiziert in Solo- und Kammermusikwertungen. Während seiner musikalischen Ausbildung wurde er mit verschiedenen Förderungen ausgezeichnet, so als Stipendiat der „Jürgen Ponto Stiftung“, der „Villa Musica“, des „PE-Förderkreises für Studierende der Musik“ und der „Studienstiftung des deutschen Volkes“.
Im Alter von 15 Jahren gab er sein Debüt als Solist mit dem Kölner Kammerorchester in der Fernsehproduktion „Junge Künstler auf dem Podium“. Es folgten weitere Konzerte mit dem Interlochen-World-Youth-Symphony Orchestra (Michigan/USA), dem Ensemble Resonanz, der Norddeutsche Philharmonie Rostock, dem Orchestra della Svizzera italiana, dem Symphonieorchester des Bayerischen Rundfunks, dem Deutschen Symphonie-Orchester Berlin, dem Tonhalle-Orchester Zürich, um nur einige zu nennen. Er war Gastsolist bei vielen Musikfestivals wie dem Mozartfest Schwetzingen, dem Rheingau Musikfestival, dem Schleswig-Holstein Musikfestival und den Festspielen Mecklenburg-Vorpommern.
Beim Internationalen Musikwettbewerb Pacem in Terris 2000 in Bayreuth erhielt er den 3. Preis in der Gesamtwertung aller Holzblasinstrumente. Im Jahr 2002 folgte der 1. Preis beim Internationalen Musikwettbewerb „Prager Frühling“ und im selben Jahr gewann er beim  Internationalen Musikwettbewerb der ARD in München den 2. Preis im Fach Fagott.

## Künstlerische Tätigkeit
Mit 21 Jahren wurde er Solofagottist im Gürzenich-Orchester Kölner Philharmoniker und seit 2003 ist er in gleicher Position im Tonhalle-Orchester Zürich tätig. Außerdem ist er Solofagottist im Lucerne Festival Orchestra.
Seine CD-Produktionen, unter anderem 2013 mit der Nordwestdeutschen Philharmonie unter Johannes Klumpp, seine Konzertmitschnitte verschiedener Rundfunkanstalten sowie Fernseh- und Radioproduktionen dokumentieren sein künstlerisches Schaffen. 

## Lehrtätigkeit
Ungeachtet seines jungen Alters wurde Matthias Rácz 2003 von Seiji Ozawa als Dozent zum Ongaku-juku Opera Project nach Japan eingeladen. Im Alter von 24 Jahren gab er seinen ersten internationalen Meisterkurs für Fagott und seither führen ihn viele Meisterkurse rund um den Globus. Darüber hinaus ist er künstlerischer Leiter des internationalen Oboen- und Fagottwettbewerbs „The Muri Competition“ in Muri AG/Schweiz.
Matthias Racz hat an der Hochschule für Musik und Theater Zürich die Professur für Fagott inne.

## Diskografie
- Robert Schumann: 5 Stücke im Volkston (op. 102) für Violoncello und Klavier, Fantasiestücke für Klarinette und Klavier (op. 73) , drei Romanzen für Oboe und Klavier (op. 94) , Adagio und Allegro für Violoncello und Klavier (op. 70) , Waldszenen für Klavier (op. 82)

- Pictures at an exhibition, Werke von Alan Stephenson, Astor Piazzolla, Modest Mussorgsky und Oscar Petersen mit dem Quadriga Bassoon Ensemble, 2004

- Paul Juon, Quintett d-Moll (op. 33), Kammersinfonie (op. 27), Coproduktion mit dem Schweizer Radio DRS 2

- Mozart, Hummel, Weber - Bassoon Concertos, Matthias Racz, Nordwestdeutsche Philharmonie unter Johannes Klumpp, Ars-Produktion 2013